# Anderson Packers
Anderson Packers (auch bekannt als Anderson Duffey Packers und Chief Anderson Meat Packers) war der Name einer US-amerikanischen Basketballfranchise aus Anderson, Indiana, in den 1940er und 1950er Jahren.

## Geschichte
Das Team wurde von den Brüdern Ike W. und John B. Duffey gegründet. Die Duffey-Brüder waren die Gründer der Fleischverpackungsfirma Duffey's Incorporated, die 1946 die Hughes-Curry Packing Co. aus Anderson gekauft hatte. Zu dieser Zeit gründeten die Brüder auch die Anderson Packers. Obwohl die Duffeys ihre Fleischverpackungsfirma drei Jahre später wieder verkauften, blieben sie bis zum Ende der Franchisegeschichte Eigentümer der Anderson Packers.
Die Packers spielten in der National Basketball League (NBL) von 1946 bis 1949. Danach zog das Team in die National Basketball Association (NBA) um. In der NBA spielten sie nur in der Saison 1949–50 und erreichten dabei eine Statistik von 37 Siegen und 27 Niederlagen. Am 11. April 1950 zog sich das Team aus der NBA zurück und wechselte in die National Professional Basketball League (NPBL). Nach dem Ende der Saison 1950–51 löste sich das Team auf.

## Saisonstatistiken
| Saison                  | Siege:Niederlagen      | Prozent                | Play-offs                |                        |                        |
| Anderson Packers (NBL)  | Anderson Packers (NBL) | Anderson Packers (NBL) | Anderson Packers (NBL)   | Anderson Packers (NBL) | Anderson Packers (NBL) |
| ----------------------- | ---------------------- | ---------------------- | ------------------------ | ---------------------- | ---------------------- |
| 1946/47                 | 24:20                  | 54,5                   | keine Teilnahme          |                        |                        |
| 1947/48                 | 42:18                  | 70,0                   | Niederlage im Halbfinale |                        |                        |
| 1948/49                 | 49:15                  | 76,6                   | NBL Champions            |                        |                        |
| Anderson Packers (NBA)  |                        |                        |                          |                        |                        |
| 1949/50                 | 37:27                  | 57,8                   | Niederlage im Halbfinale |                        |                        |
| Anderson Packers (NPBL) |                        |                        |                          |                        |                        |
| 1950/51                 | 22:22                  | 50,0                   | keine Teilnahme          |                        |                        |